# Pujol Rodó
El Pujol Rodó és una muntanya de 106 metres que es troba al municipi de La Riera de Gaià, a la comarca catalana del Tarragonès.